# Ariana Richardsová
Ariana Clarice Richardsová (nepřechýleně Ariana Richards; * 11. září 1979, Healdsburg, Kalifornie) je americká herečka a profesionální výtvarnice.

## Herecká kariéra
Jako herečka debutovala v roce 1987 ve filmu Into the Homeland, ve kterém hrála roli malého děvčátka. Její nejznámější rolí v herecké kariéře je role Alexis „Lex“ Murphyové ve filmu Stevena Spielberga Jurský park (1993), za kterou byla oceněna cenou Favourite Newcomer v Japonsku, Austrálii a ve Velké Británii. Rovněž za účinkování ve filmu Jurský park získala ceny Bambi Award a Mezinárodní mládež ve filmu: Nejlepší mladá herečka v kinofilmu. Roli Lex Murphyové si zahrála ještě o čtyři roky později ve filmovém pokračování Jurského parku, ve filmu Ztracený svět: Jurský park.
Celkově hrála v 28 filmech a seriálech, dvou televizních reklamách a videoklipu k písni Brick od hudební skupiny Ben Folds Five. Taktéž nahrála hudební CD s názvem First Love a hrála i v různých divadelních představeních.

## Kariéra výtvarnice
Své vzdělání ukončila na Skidmore College v New Yorku, kde získala stupeň Bakalář výtvarného umění a drama, a ve vzdělání pokračovala na Art Center College of Design v Pasadeně.
V roce 2002 začala uměleckou kariéru. Mnoho jejích prací je vystaveno v galerii Lee Youngmana ve městě Calistoga v státě Kalifornie. Styl jejích maleb, obyčejně krajinek a mořských scenérií, má velice blízko k impressionismu. Zátiší, figurální a figurativní malba zase nese v sobě převážně prvky poetického realismu. Při formování jejího uměleckého talentu ji inspirovali impresionisté, jako Claude Monet, Guy Rose, John Singer Sargent, Anders Zorn, Joaquin Sorolla a John William Waterhouse.
V říjnu 2005 byla oceněna první cenou v soutěži Národních profesionálních malířů, sponzorovanou magazínem American Artist Magazine, kterou vyhrála za obraz Lady Of The Dahlias (Dáma z dálií).
V říjnu 2006 vyhrála vrcholné ocenění na soutěži Oil Painters of America, kde získala cenu ART OF THE WEST’S AWARD OF EXCELLENCE za obraz Forget Me Not (Pomněnka).